# Загребелля (Тернопільський повіт)
Загребе́лля (пол. Zagrobela, Zagrobella, Zagrobla) — колишнє приміське село, входило до Тернопільського повіту, нині на його місці розташований мікрорайон «Дружба» міста Тернополя, центру однойменної області на Заході України.

## Історія

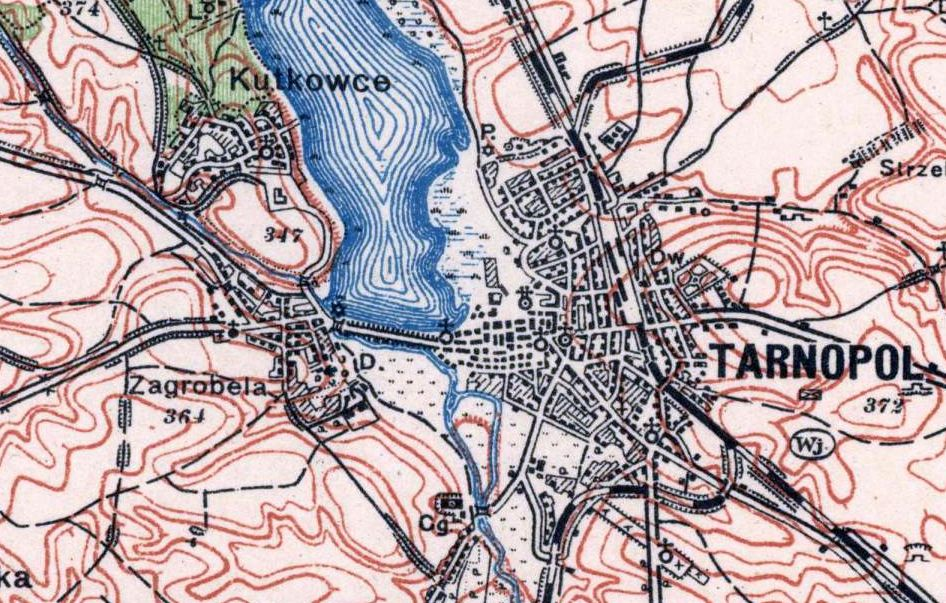
Загребелля на карті

Загребелля межувало на півдні з Петриковом, на заході — з Іванівкою (Підгороднім) і Довжанкою, а на півночі — з Кутківцями. Межею міст з боку Кутковець була Кутковецька гора, відома ще як Ґалльова або «Галяґура». Там височів палац власника великого маєтку Якуба Ґалля, зруйнований вщент в роки Другої світової війни (тепер тут лісопарк і телевежа). В долині (де тепер готель «Галичина») аж до дороги, що вела в Кутківці, тягнувся заплавний луг. Зліва, у кінці сучасної Чумацької, височів пагорб, відомий під назвою Кремена (від кременю, якого тут чимало). Вулиця, що пробігала низиною від греблі аж до Кутковець, називалась Болотною (потім Заозерна, тепер — Чумацька).
З півдня Загребелля височіла Петриківська гора, а перед нею простягався яр. Під час будівництва мікрорайону «Дружба» яр засипали і сьогодні на цьому місці — вулиця Миру. А на Петриківській горі, де ще у післявоєнні роки була чинбарня, виросли дружбівські новобудови.

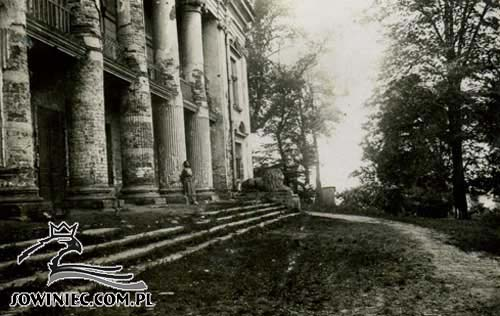
Палац Кросновських у 1917 році

На пагорбі, дещо вище наріжного будинку вулиць Дружби і Миру, височів гарний палац графа Вінцентія Кросновського з чудовим садом і парком, збудований у першій половині XIX століття.
За часів міжвоєнної Польщі у цьому палаці діяла рільнича школа. Про це нагадувала вулиця Рільнича (потім Будівельників, тепер — Назарія Яремчука). Ця школа організована у 1924 році Львівським сільсько-господарським товариством у фундаційному маєтку великого землевласника Віктора Чарковського-Ґолейовського з Янівки (тепер Підгородне). Навчалися в ній півтора року новітнього господарювання на селі землероби-поляки. Школа посилала своїх вихованців навіть на закордонні стажування, забезпечуючи їх відповідними стипендіями.
У роки Другої світової війни тут містився останній опорний пункт німецького гарнізону. Ще 16 квітня 1944 року німці прагнули прорватися танками з-під Великого Ходачкова на допомогу оточеним. У цьому вирі палац зруйновано майже дощенту.
Нині рельєф між вулицею Яремчука і Дружби значно змінений. Тут був значний перепад висот: низом від моста попри річку йшла дорога на Петриків. А обіч неї тягнувся луг, де часто любили зупинятися циганські табори.
Загребелля перетинали два гостинці — Бережанський і Львівський. При Бережанському гостинці знаходився цвинтар з каплицею святого Антонія, де був родинний гробівець Кросновських. Кладовище зазнало значних руйнувань під час Другої світової. Слід зауважити, що на Загребеллі жило чимало поляків, яких депортували чи вони самі виїхали до Польщі після війни, тож багато могил залишилися покинутими, напівзруйнованими. У 60-х рр. цвинтар знищено і забудовано.
Статистика фіксує, що із 1350 мешканців Загребелля у 1939 році — 970 становили поляки.
У двірському маєтку Тадеуша Чарковського, що охоплював Загребелля і Іванівку, містилися броварня і гуральня, які в основному переробляли місцеву продукцію. Було в селі три корчми, пошта. Мало Загребелля й власну початкову школу, млин та бровар. На початку 1920-х рр. тут, неподалік моста, спорудили майстерні для ремонту автомобілів Россля.
Довоєнне Загребелля охоплювало такі вулиці: Львівська (тягнулася аж від Ринку через все Загребелля на львівський напрям), тепер частина її носить ім'я гетьмана Івана Мазепи, Рільнича (тепер Назарія Яремчука), Тісна, Петриківська, Цегельна, Святого Антонія (відома давніше як Середня, тепер Івана Виговського), Болотна (тепер Чумацька), Панєньська (польський варіант Дівочої, тепер о. Михалевича), Спадиста та Куток. Перед війною почала вимальовуватись як вулиця Сергія Короля. Про існування на Загребеллі давньої цегельні нагадувала назва вулиці — Цегельна. На цеглинах витискали — «Загребелля». Виробляли на цьому передмісті на фабриці Г. Маргуліса (йому належала й цегельня) цементні плитки, що використовувалися для оздоблення тернопільських новобудов.
Згідно розпорядження Ради міністрів Польської Республіки № 883 від 2 грудня 1925 року, сільська гміна Загребелля приєднувалася до складу міської гміни Тернополя з 1 січня 1926 року.
У 1960-х роках, з будівництвом нового мікрорайону, назву Загребелля майже поглинуло найменування нового масиву — «Дружба».

## Власники

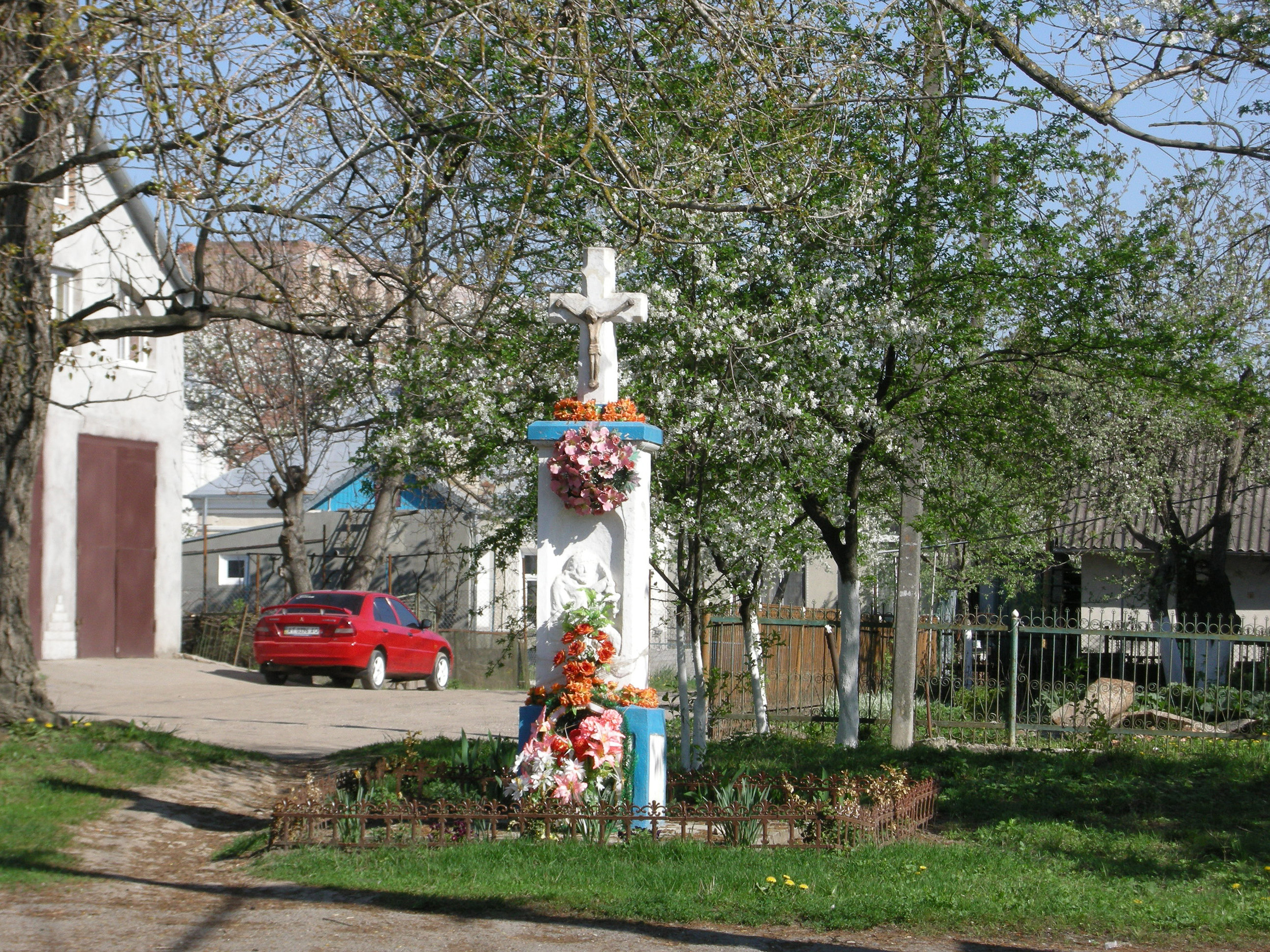
Хрест на вулиці Бережанській

Власниками земського маєтку в Загребеллі тривалий час були польські шляхтичі Кросновські. Вони мали тут дерев'яний замочок поблизу переправи через Серет, який на початку XVIII ст. замінив мурований.
Близько 1869 року власником маєтку в селі стали шляхтичі Орловські, пізніше — князі Радзивілли, близько 1890 року — Чарковські-Голеєвські (власники маєтку в селі Висічка, нині Борщівського району). Після Першої світової війни Віктор Чарковський-Голеєвський віддав палац та частину земель рільничій школі.

## Пам'ятник
На околиці села 19 червня 1851 року при Бережанській дорозі (нині вулиця Сергія Короля) було встановлено «фігуру»-хрест (фундатор — міщанин Чернявський). Пам'ятник мав постамент, на якому були барельєфи святих Луки, Розалії і Франца. Скульптура була демонтована більшовицькою владою 1962 року, відновлена в часи Незалежності України 1993 (єдина скульптура, що збереглася).